# Зимня Ірина Олексіївна
Ірина Олексіївна Зимня (17 березня 1931, Москва — 5 квітня 2024, там само) — радянський педагог і вчений-психолог, доктор психологічних наук (1974), професор (1976), академік РАО (1995; член-кореспондент РАО з 1993). Заслужений діяч науки РРФСР (1989).

## Біографія
Народилася 17 березня 1931 року в Москві в сім'ї службовців.
У 1954 році закінчила факультет англійської мови Московського державного педагогічного інституту іноземних мов імені Моріса Тореза за спеціальністю «вчитель російської мови та літератури».
З 1954 по 1973 роки — асистент, старший викладач, доцент, професор кафедри психології, з 1973 по 1990 роки — завідувач кафедри психології Московського державного педагогічного інституту іноземних мов імені Моріса Тореза.
З 1990 по 2011 роки — головний науковий співробітник і завідувач сектором «гуманізація освіти» Інституту якості вищої освіти Московського інституту сталі і сплавів (МІСіС).
У 1961 році захистила кандидатську дисертацію на тему: «До питання про сприйняття мови», в 1974 році — докторську дисертацію на тему: «Психологія слухання і говоріння». У 1989 році І. А. Зимня за плідну наукову діяльність була удостоєна почесного звання — Заслужений діяч науки РРФСР.
17 березня 1993 року Ірину Зимню було обрано член-кореспондентом, а з 6 квітня 1995 року — академіком Російської академії освіти — перебуває у Відділенні психології та вікової фізіології. Сфера наукових інтересів: психолінгвістика, педагогічна психологія, психологія навчання іноземним мовам.
Під науковим керівництвом І. О. Зимньої в 1997—2005 роки була розроблена загальна стратегія виховання в освітній системі Росії. Особливо значущою у науковій діяльності Ірини Зимньої є розробка оригінальної функціонально-психологічної схеми сенсопородження і смислового сприймання мовленнєвого повідомлення. Уведений нею у психологію мови і психолінгвістику термін «смислове сприйняття» мовного повідомлення в даний час є одним з важливих елементів теорії цих наук.

## Основні праці
- Зимняя И. А. Психология и лекционная пропаганда [Текст] / И. А. Зимняя, д. психол. н. — Москва: О-во «Знание» РСФСР, 1978 г. — 40 с.
- Зимняя И. А. Психологические аспекты обучения говорению на иностранном языке / Москва: Просвещение, 1978 г. — 159 с. — (Пособие для учителей средней школы)
- Зимняя И. А. Психологические основы лекционной пропаганды / И. А. Зимняя. — М. : Знание, 1981 г. — 64 с.
- Зимняя И. А. Психологические аспекты обучения говорению на иностранном языке: Кн. для учителя / И. А. Зимняя. — 2-е изд. — М. : Просвещение, 1985 г. — 160 с.
- Зимняя И. А. Психология обучения неродному языку: (На материале рус. яз. как иностранного) / И. А. Зимняя. — М. : Рус. яз., 1989 г. — 219 с. — ISBN 5-200-00793-3
- Зимняя И. А. Психология обучения иностранным языкам в школе / И. А. Зимняя. — М. : Просвещение, 1991 г. — 219 с. — (Б-ка учителя иностр. яз.). — ISBN 5-09-001716-6
- Зимняя И. А. Практика в вузовской подготовке социальных работников: (По материалам рос.-амер. совещ., 20-22 мая 1993 г., Москва, Салтыковка) / [Ред.-сост. Зимняя И. А.]. — М. ; Набережные Челны: Исслед. центр проблем качества подгот. специалистов, 1995 г. — 210 с.
- Зимняя И. А. Воспитание — проблема современного образования в России [Текст]: (сост., пути решения) / И. А. Зимняя, Б. Н. Боденко, Н. А. Морозова; М-во общ. и проф. образования РФ. Исслед. центр пробл. качества подгот. специалистов. — Москва, 1998 г. — 82 с. — ISBN 5-7563-0051-1
- Зимняя И. А. Педагогическая психология: Учеб. для студентов вузов, обучающихся по пед. и психол. направлениям и спец. / И. А. Зимняя. — 2. изд., доп., испр. и перераб. — М. : Логос, 1999 г. — 382 с. — ISBN 5-88439-097-1
- Зимняя И. А. Педагогическая психология: учебник для студентов высших учебных заведений, обучающихся по педагогическим и психологическим направлениям и специальностям / И. А. Зимняя. — Изд. 2-е, доп., испр. и перераб. — Москва: Университетская книга; Логос, 2008 г. — 382 с. — (Новая университетская библиотека). — ISBN 978-5-98704-069-8
- Зимняя И. А. Педагогическая психология: учебник для студентов высших учебных заведений, обучающихся по педагогическим и психологическим направлениям и специальностям / И. А. Зимняя. — Изд. 2-е, доп., испр. и перераб. — Москва: Логос, 2009 г. — 382 с. — (Новая университетская библиотека). — ISBN 978-5-98704-442-1
- Зимняя И. А. Педагогическая психология: учебник для вузов: учебник для студентов высших учебных заведений, обучающихся по педагогическим и психологическим направлениям и специальностям / И. А. Зимняя. — 3-е изд., пересмотр. — Москва: Изд-во Московского психолого-социального ин-та ; Воронеж: МОДЭК, 2010 г. — 447 с. — ISBN 978-5-9770-0518-0

## Нагороди
- Орден Пошани (2007)
- Медаль «За трудову доблесть» (1981)
- Медаль К. Д. Ушинського (1991)

### Звання
- Заслужений діяч науки РРФСР (1989)
- Почесний працівник вищої професійної освіти Російської Федерації (1994)